# 本田真歩
本田 真歩（ほんだ まほ、1984年7月14日 - ）は、東京都出身、茨城県育ちの女性ファッションモデル、タレント、女優）。本名、本田 真穂（ほんだ まほ）。SAG-AFTRA所属。AEA所属。早稲田大学教育学部卒業。学位は学士（教育学）。かつてはオスカープロモーションに所属していた。

## 略歴・人物
家族構成は父、母、兄、本人、弟と5人家族。東京都出身で、幼少の頃に自然のある気持ちいい環境を求め、後々開通することとなる首都圏新都市鉄道つくばエクスプレス沿線の地域に居住。
小学生の頃はバスケットボールクラブ、中学ではバレーボール部に所属していた。小学生の頃から原宿に遊びに行くと必ずスカウトされていたが、父親の反対により断念していた。母親は絵画の才能があり、本人もその才能を受け継ぎ、小学生の頃、金賞などよくもらっていた。また、2006年現在、父が野菜を作るクラブで土いじりをしていることから、休日には父を手伝ったりもしている。
2004年、東レキャンペーンガールに選ばれる。2006年には「第1回 中・日・韓アジアスーパーモデルコンテスト」で4位に入賞。以降、DHCのサプリメント「パーフェクト野菜」、佐藤製薬「ストナ」、OIOI、野村不動産「PROUD」のCM、「インド亜大陸の花　モルディブ」（フーディーズTV）などに出演。また、常陽銀行のイメージキャラクターとしても活動した。
2009年に渡米し、ニューヨークの俳優スタジオでモデル、俳優として活動。
2013年、「Tall Trees Playground. L.L.C.」を起業し代表取締役CEOに就任。同年、オリジナルドラマ『2ndアベニュー』を企画、制作、出演（マリコ役）。
2021年に結婚。2児の母。

## 出演

### テレビドラマ
- ティファニードラマスペシャル 夏の終わりに、恋をした。（2014年9月26日、フジテレビ）
- ザ・ニュースルーム シーズン３（2014年11月30日、HBO）[8]

### インターネットドラマ
- アンブレイカブル・キミー・シュミット シーズン1（2015年3月6日、Netflix）[9]
- デッド・ビート シーズン２（2015年4月20日、Hulu）[10]

### 映画
- スリー・ビルボード（2017年12月1日）[11]
- ファースト・サムライ・イン・ニューヨーク（2018年5月28日）

## 作品

### 写真集
- lovey-dovey（2004年9月18日、英知出版）

### DVD
- lovey-dovey（2004年9月10日、英知出版）